# Ma’arrat an-Nasan
Ma’arrat an-Nasan (arab. معارة النعسان) – miejscowość w Syrii, w muhafazie Idlib. W 2004 roku liczyła 8375 mieszkańców.